# Luis Fernando Pérez
Luis Fernando Pérez  (* 1977 in Madrid) ist ein spanischer klassischer Pianist. Pérez gilt als absoluter Spezialist für die katalanisch-spanische Klavierliteratur (Enrique Granados, Frederic Mompou, Isaac Albéniz, Manuel de Falla etc.). Dieses Wissen erarbeitete er sich unter anderem bei Alicia de Larrocha. Er wird zur Katalanischen Pianistenschule gerechnet.

## Leben und Werk
Luis Fernando Pérez studierte zunächst Klavier am Konservatorium von Pozuelo de Alarcón, wo er sein Diplom erhielt.  1993 wechselte er zu Aufbaustudien an das Konservatorium Reina Sofia in Madrid, wo er bei Dmitri Baschkirow und Galina Eguiazarova studierte. Zusätzlich belegte er Kurse in Kammermusik bei Márta Gulyás. Anschließend ging er an die Musikhochschule Köln, wo er bei Pierre-Laurent Aimard studierte. Er arbeitet auch mit den Pianistinnen Alicia de Larrocha, Carlota Garriga und Carme Bravo, der Ehefrau von Federico Mompou, an der Acadèmia Marshall in Barcelona zusammen.
Er hat mehrere Alben eingespielt und gab zahlreiche Konzerte in den Vereinigten Staaten, in Japan und Europa.
Pérez erhielt mehrere Auszeichnungen, darunter den Franz-Liszt-Preis des Internationalen IBLA-Wettbewerbs, den Alicia-de-Larrocha-Preis und die Albéniz-Medaille für seine Aufnahme der Iberia-Suite von Isaac Albéniz.

## Diskographie
- Albéniz, Suite Iberia ; Navarra – Luis Fernando Pérez, piano (mars/avril 2006, 2CD Verso) OCLC 694059671
- Soler, Sonates pour clavier (27-30 mai 2008, Mirare MIR 101) OCLC 691342838
- Chopin, Nocturnes (8-10 février 2010, Mirare MIR 111)
- Granados, Goyescas, Valses Poéticos – Luis Fernando Pérez, piano (2011, Mirare MIR 138) OCLC 869445837
- Falla, Nuits dans les jardins d'Espagne, trois danses du Tricorne, Fantasía bética; L'amour sorcier, suite pour piano – Luis Fernando Pérez, piano; Orchestre national Basque, dir. Carlo Rizzi (11-12 avril 2013, Mirare MIR 219) OCLC 896469955
- Mompou, Cançons i Danses ; Paisajes ; Scènes d’enfants – Luis Fernando Pérez, piano (1-3 décembre 2016, Mirare MIR 364) OCLC 1013209675